# Zhanggongxiang-Brennofen
Der Zhanggongxiang-Brennofen (chinesisch 张公巷窑, Pinyin Zhānggōngxiàng yáo, englisch Zhanggongxiang kiln) war ein staatlicher Keramikbrennofen in der Zeit der Nördlichen Song-Dynastie auf dem Gebiet der Stadt Ruzhou der bezirksfreien Stadt Pingdingshan in der chinesischen Provinz Henan.
Die Stätte des Zhanggongxiang-Brennofens steht seit 2006  der Liste der Denkmäler der Volksrepublik China (6-156).